# Orthosia donasa
Orthosia donasa là một loài bướm đêm trong họ Noctuidae.